# NBA-Draft 1974
Der NBA-Draft 1974 wurde am 28. Mai 1974 in New York City durchgeführt. Insgesamt gab es zehn Runden.
An erster Position wurde Bill Walton von den Portland Trail Blazers gewählt. Neben Bill Walton wurden bis heute Jamaal Wilkes und George Gervin in die Naismith Memorial Basketball Hall of Fame aufgenommen. Von den insgesamt 178 ausgewählten Spielern absolvierten 62 mindestens ein NBA-Spiel.

## Draftpicks
- Mitglieder der Naismith Memorial Basketball Hall of Fame sind farblich hervorgehoben

| Runde | Pick | Spieler (Position)      | Nat.               | NBA Team               | vorheriges Team/College                 | Spiele (reg.) | Punkte | All-Star | Meister |
| ----- | ---- | ----------------------- | ------------------ | ---------------------- | --------------------------------------- | ------------- | ------ | -------- | ------- |
| 1     | 1    | Bill Walton             | Vereinigte Staaten | Portland Trail Blazers | UCLA                                    | 468           | 6215   | 2        | 2       |
| 1     | 2    | Marvin Barnes           | Vereinigte Staaten | Philadelphia 76ers     | Providence College                      | 171           | 1569   |          |         |
| 1     | 3    | Tom Burleson            | Vereinigte Staaten | Seattle SuperSonics    | North Carolina State University         | 446           | 4190   |          |         |
| 1     | 4    | John Shumate            | Vereinigte Staaten | Phoenix Suns           | University of Notre Dame                | 318           | 3920   |          |         |
| 1     | 5    | Bobby Jones             | Vereinigte Staaten | Houston Rockets        | University of North Carolina            | 774           | 8911   | 5        | 1       |
| 1     | 6    | Scott Wedman            | Vereinigte Staaten | Kansas City Kings      | University of Colorado                  | 906           | 11916  | 2        | 2       |
| 1     | 7    | Tom Henderson           | Vereinigte Staaten | Atlanta Hawks          | University of Hawaii                    | 650           | 6088   |          | 1       |
| 1     | 8    | Campy Russell           | Vereinigte Staaten | Cleveland Cavaliers    | University of Michigan                  | 566           | 8953   | 1        |         |
| 1     | 9    | Charles Thomas McMillen | Vereinigte Staaten | Buffalo Braves         | University of Maryland                  | 729           | 5914   |          |         |
| 1     | 10   | Mike Sojourner          | Vereinigte Staaten | Atlanta Hawks          | University of Utah                      | 191           | 1658   |          |         |
| 1     | 11   | Jamaal Wilkes           | Vereinigte Staaten | Golden State Warriors  | UCLA                                    | 828           | 14644  | 3        | 3       |
| 1     | 12   | Brian Winters           | Vereinigte Staaten | Los Angeles Lakers     | University of South Carolina            | 650           | 10537  | 2        |         |
| 1     | 13   | Len Elmore              | Vereinigte Staaten | Washington Bullets     | University of Maryland                  | 505           | 2327   |          |         |
| 1     | 14   | Maurice Lucas           | Vereinigte Staaten | Chicago Bulls          | Marquette University                    | 855           | 12339  | 5        | 1       |
| 1     | 15   | Al Eberhard             | Vereinigte Staaten | Detroit Pistons        | University of Missouri                  | 220           | 1490   |          |         |
| 1     | 16   | Cliff Pondexter         | Vereinigte Staaten | Chicago Bulls          | California State University, Long Beach | 197           | 778    |          |         |
| 1     | 17   | Glenn McDonald          | Vereinigte Staaten | Boston Celtics         | California State University, Long Beach | 146           | 609    |          | 1       |
| 1     | 18   | Gary Brokaw             | Vereinigte Staaten | Milwaukee Bucks        | University of Notre Dame                | 241           | 1928   |          |         |
| 2     | 19   | Don Smith               | Vereinigte Staaten | Philadelphia 76ers     | University of Dayton                    | 54            | 283    |          |         |
| 2     | 20   | Jan van Breda Kolff     | Vereinigte Staaten | Portland Trail Blazers | Vanderbilt University                   | 434           | 2596   |          |         |
| 2     | 21   | Billy Knight            | Vereinigte Staaten | Los Angeles Lakers     | University of Pittsburgh                | 671           | 10561  | 2        |         |
| 2     | 22   | Truck Robinson          | Vereinigte Staaten | Washington Bullets     | Tennessee State University              | 772           | 11988  | 2        |         |
| 2     | 23   | Gus Bailey              | Vereinigte Staaten | Houston Rockets        | University of Texas at El Paso          | 147           | 389    |          |         |
| 2     | 24   | Len Kosmalski           | Vereinigte Staaten | Kansas City Kings      | University of Tennessee                 | 76            | 110    |          |         |
| 2     | 25   | John Drew               | Vereinigte Staaten | Atlanta Hawks          | Gardner-Webb University                 | 739           | 15291  | 2        |         |
| 2     | 26   | Leonard Gray            | Vereinigte Staaten | Seattle SuperSonics    | California State University, Long Beach | 224           | 2408   |          |         |
| 2     | 27   | Leon Benbow             | Vereinigte Staaten | Chicago Bulls          | Jacksonville University                 | 115           | 628    |          |         |
| 2     | 28   | Aaron James             | Vereinigte Staaten | New Orleans Jazz       | Grambling State University              | 356           | 3829   |          |         |
| 2     | 29   | Phil Smith              | Vereinigte Staaten | Golden State Warriors  | University of San Francisco             | 659           | 9924   | 2        | 1       |
| 2     | 30   | Dennis DuVal            | Vereinigte Staaten | Washington Bullets     | Syracuse University                     | 50            | 96     |          |         |
| 2     | 31   | Fred Saunders           | Vereinigte Staaten | Phoenix Suns           | Syracuse University                     | 210           | 1107   |          |         |
| 2     | 32   | Jesse Dark              | Vereinigte Staaten | New York Knicks        | Virginia Commonwealth University        | 47            | 170    |          |         |
| 2     | 33   | Eric Money              | Vereinigte Staaten | Detroit Pistons        | University of Arizona                   | 426           | 5211   |          |         |
| 2     | 34   | Phil Lumpkin            | Vereinigte Staaten | Portland Trail Blazers | Miami University                        | 82            | 272    |          |         |
| 2     | 35   | Kevin Stacom            | Vereinigte Staaten | Boston Celtics         | Providence College                      | 347           | 1781   |          | 1       |
| 2     | 36   | Rubin Collins           | Vereinigte Staaten | Portland Trail Blazers | University of Maryland Eastern Shore    | 0             |        |          |         |
| 3     | 37   | Connie Norman           | Vereinigte Staaten | Philadelphia 76ers     | University of Arizona                   | 99            | 595    |          |         |
| 3     | 38   | Foots Walker            | Vereinigte Staaten | Cleveland Cavaliers    | State University of West Georgia        | 658           | 4199   |          |         |
| 3     | 39   | Kevin Restani           | Vereinigte Staaten | Cleveland Cavaliers    | University of San Francisco             | 550           | 3386   |          |         |
| 3     | 40   | George Gervin           | Vereinigte Staaten | Phoenix Suns           | Eastern Michigan University             | 791           | 20708  | 12       |         |
| 3     | 42   | Harvey Catchings        | Vereinigte Staaten | Philadelphia 76ers     | Hardin-Simmons University               | 725           | 2335   |          |         |
| 3     | 43   | Darrell Elston          | Vereinigte Staaten | Atlanta Hawks          | University of North Carolina            | 5             | 5      |          |         |
| 3     | 44   | Tal Skinner             | Vereinigte Staaten | Seattle SuperSonics    | University of Maryland Eastern Shore    | 145           | 660    |          |         |
| 3     | 45   | Kim Hughes              | Vereinigte Staaten | Buffalo Braves         | University of Wisconsin                 | 341           | 932    |          | 1       |
| 3     | 47   | Frank Kendrick          | Vereinigte Staaten | Golden State Warriors  | Purdue University                       | 24            | 80     |          |         |
| 3     | 49   | Earl Williams           | Vereinigte Staaten | Phoenix Suns           | Winston-Salem State University          | 146           | 664    |          |         |
| 3     | 52   | Bobby Wilson            | Vereinigte Staaten | Chicago Bulls          | Wichita State University                | 143           | 792    |          |         |
| 4     | 56   | Mickey Johnson          | Vereinigte Staaten | Portland Trail Blazers | Aurora University                       | 904           | 12748  |          |         |
| 4     | 63   | Bernie Harris           | Vereinigte Staaten | Buffalo Braves         | Virginia Commonwealth University        | 11            | 5      |          |         |
| 4     | 66   | Stan Washington         | Vereinigte Staaten | Washington Bullets     | University of San Diego                 | 1             | 0      |          |         |
| 5     | 77   | Owen Wells              | Vereinigte Staaten | Houston Rockets        | University of Detroit Mercy             | 33            | 99     |          |         |
| 5     | 80   | Dean Tolson             | Vereinigte Staaten | Seattle SuperSonics    | University of Arkansas                  | 80            | 402    |          |         |
| 5     | 82   | Ed Searcy               | Vereinigte Staaten | New Orleans Jazz       | St. John’s University                   | 4             | 6      |          |         |
| 5     | 86   | Greg Jackson            | Vereinigte Staaten | New York Knicks        | Guilford College                        | 49            | 182    |          |         |
| 5     | 89   | Ben Clyde               | Vereinigte Staaten | Boston Celtics         | Florida State University                | 25            | 69     |          |         |
| 6     | 92   | Dan Anderson            | Vereinigte Staaten | Portland Trail Blazers | University of Southern California       | 95            | 347    |          |         |
| 6     | 98   | Wardell Jackson         | Vereinigte Staaten | Seattle SuperSonics    | Ohio State University                   | 56            | 243    |          |         |
| 7     | 115  | Greg Lee                | Vereinigte Staaten | Atlanta Hawks          | UCLA                                    | 5             | 6      |          |         |
| 9     | 145  | Perry Warbington        | Vereinigte Staaten | Philadelphia 76ers     | Georgia Southern University             | 5             | 10     |          |         |
| 9     | 154  | Ken Boyd                | Vereinigte Staaten | New Orleans Jazz       | Boston University                       | 6             | 19     |          |         |
| 9     | 160  | Al Skinner              | Vereinigte Staaten | Boston Celtics         | University of Massachusetts Amherst     | 203           | 1884   |          | 1       |
| 10    | 169  | Rod Derline             | Vereinigte Staaten | Seattle SuperSonics    | Seattle University                      | 107           | 518    |          |         |
| 10    | 175  | Bill Ligon              | Vereinigte Staaten | Detroit Pistons        | Vanderbilt University                   | 38            | 126    |          |         |